# Ferrari SF16-H

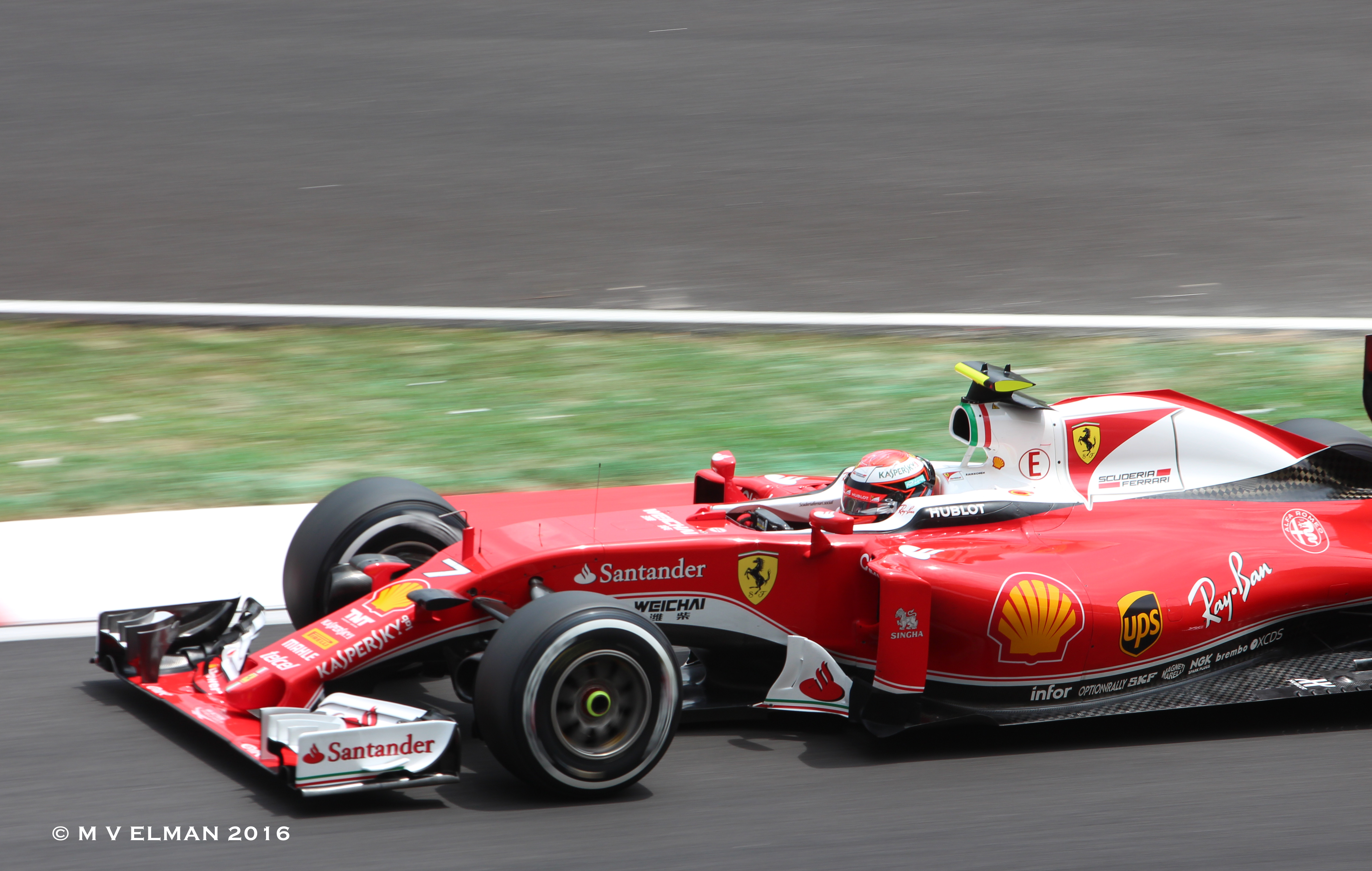
Ferrari SF16-H

Ferrari SF16-H je vůz Formule 1 navržené a postavené závodním oddělením automobilky Ferrari pro sezónu 2016. Během ní jej pilotovali čtyřnásobný mistr světa Sebastian Vettel a mistr světa z roku 2007  Kimi Räikkönen. Vůz vyjel na závodní dráhu 19. února 2016. H v jeho názvu znamená, že jezdí na Hybridní pohon. Formule se svými bílými pruhy barevně podobá vozům Ferrari 312T a F93A, Vettel si svoji formuli pojmenoval Margherita. Ferrari nakonec se svým autem skončilo na třetím místě v šampionátu konstruktérů. Podruhé za tři sezóny také nevyhráli celou sezónu.